# Список железнодорожных станций и платформ Владимирской области

В данном списке представлена информация о железнодорожных остановочных и раздельных пунктах, расположенных на территории Владимирской области. В списке указаны все пункты общего пользования, принадлежащие основному владельцу железнодорожной инфраструктуры — компании «Российские железные дороги», а также указаны крупные товарные или грузовые пункты ведомственных линий (необщего пользования), о которых есть информация в источниках.
Список разбит по отдельным железнодорожным линиям, на каждой линии пункты указываются в порядке нахождения на линии. Пункты на тупиковых ответвлениях или боковых ветвях (по отношению к главному ходу линии) указываются в списке рядом со станцией, от которой идёт ответвление, и выделяются фоновым цветом или отступом и в некоторых случаях комментарием. Станции пересечения линий, равнозначные для обоих линий, указываются в списках обоих линий со специфичной информацией.
- Все раздельные пункты линий общего пользования — станции, разъезды, путевые посты являются структурными подразделениями вышестоящей организации (входят в неё). Обычно это один из центров организации работы железнодорожных станций (ДЦС), входящий в Горьковскую, Северную или Московскую дирекцию управления движением (ДУД), но часть станций входят в дирекцию напрямую. Эти дирекции входят в Центральную дирекцию управления движением, являющуюся филиалом ОАО «РЖД».
- Главный (одноимённый) остановочный пункт станции в основном считается в данном списке собственно «станцией» и не указывается отдельно от неё, как остановочный пункт / платформа. Остальные остановочные пункты в большинстве случаев находятся на перегоне между соседними раздельными пунктами в списке линии; случаи полного или частичного нахождения в границах раздельного пункта указываются отдельно в примечании к раздельному пункту.
- Раздельные пункты, не имеющие в своих границах одноимённых тарифных неслужебных остановочных пунктов (в обиходе для станций — «грузовые», но с точки зрения терминологии это неверно) выделяются отдельным цветом или комментарием.
- Все линии общего пользования относятся к некоторым регионам железных дорог — филиалов ОАО «РЖД»: Горьковской, Северной, Московской
- Более частная информация по пунктам общего пользования из указанной выше приводится перед списком по каждой линии отдельно.

 — данным цветом выделяется раздельный пункт без одноимённых тарифных остановочных пунктов на главном ходу линии.
 — данным цветом выделяется раздельный пункт с одноимённым тарифным остановочным пунктом или остановочный пункт на ответвлении от главного хода линии.
 — данным цветом выделяется раздельный пункт без одноимённых тарифных остановочных пунктов на ответвлении от главного хода линии.

## Большое кольцо Московской железной дороги
Линия Московской железной дороги. На данном участке Большого кольца располагаются 7 станций, 1 путевой пост и 9 остановочных пунктов (один из них служебный). Данный участок — Московско-Курский регион, станции на нём входят в Московско-Курский ДЦС-1 Московской ДУД.
| Изображение | Название                                     | Выход к НП, поселениям, районам МО | Карты и километраж              | Код, тип и классность                                                                    | П. | Р. |
| --- | -------------------------------------------- | --- | ------------------------------- | ---------------------------------------------------------------------------------------- | -- | -- |
| |                                              | ↑ Московская область ↑ |                                 |                                                                                          |    |    |
| Внешнее изображение | Платформа Ветчи                              | дер. Ветчи с.п. Нагорное Петушинский район | (T) (Я) (O) (W) 171,4 км        | 237524                                                                                   |    |    |
| Внешнее изображение | Платформа Красный Луч                        | дер. Красный Луч с.п. Нагорное Петушинский район | (T) (Я) (O) (W) 169,3 км        | 237512                                                                                   |    |    |
| Внешнее изображение | Пост 163 км                                  | пос. Санинского ДОКа, дер. Санино с.п. Нагорное Петушинский район | (T) (Я) (O) (W) 163,9 км        | 237558 фактически Путевой пост                                                           |    |    |
| Внешнее изображение | Платформа Санино                             | пос. Санинского ДОКа, дер. Санино с.п. Нагорное Петушинский район | (T) (Я) (O) (W) 163,7 км        | 237558                                                                                   |    |    |
| Внешнее изображение | Платформа Пл. Янтарная                       | с.п. Филипповское дер. Финеево (с.п. Першинское) Киржачский район | (T) (Я) (O) (W) 158,5 км        | 237420                                                                                   |    |    |
| Внешнее изображение | Платформа Илейкино                           | дер. Илейкино с.п. Першинское Киржачский район | (T) (Я) (O) (W) 154,6 км        | 237416                                                                                   |    |    |
| | Остановочный пункт 150 км пк 1               | Киржачский район | 149,1 км                        | Служебный                                                                                |    |    |
| | Киржач                                       | Вокзальная улица, Привокзальная улица, Большая Московская улица, улица Гоголя г. Киржач г.п. Киржач Киржачский район | (T) (Я) (O) (W) 145,3 км        | 237401 Промежуточная, 3 класса                                                           |    |    |
| | Платформа Пл. Мишкин Лес                     | дер. Лисицыно с.п. Горкинское Киржачский район | (T) (Я) (O) (W) 138,5 км        | 237312                                                                                   |    |    |
| | Бельково                                     | пос. Станции Бельково, дер. Бельково, дер. Климово с.п. Горкинское Киржачский район | (T) (Я) (O) (W) 130,4 км        | 237308 Промежуточная, 4 класса Стыковая междудорожная: передаточная на СЖД САИПС: 237327 |    |    |
| — пересадка на пригородные поезда из/на Иваново | Бельково                                     | пос. Станции Бельково, дер. Бельково, дер. Климово с.п. Горкинское Киржачский район |                                 |                                                                                          |    |    |
| | Платформа Пл. Зеленцино                      | дер. Зеленцино с.п. Каринское Александровский район | (T) (Я) (O) (W) 126,0 км        | 237219                                                                                   |    |    |
| | Карабаново                                   | Почтовая улица, улица Революции, Железнодорожный переулок г. Карабаново г.п. Карабаново Александровский район | (T) (Я) (O) (W) 120,8 км        | 237223 формально Промежуточная, 4 класса фактически путевой пост                         |    |    |
| | Александров II                               | Юбилейная улица, Космическая улица, улица Юности г. Александров г.п. Александров Александровский район | (T) (Я) (O) (W) 115,4 км        | 237011 Промежуточная, 3 класса                                                           |    |    |
| | Александров                                  | Октябрьская улица, улица Перфильева, улица Ленина, улица Революции, Двориковское шоссе, Красносельская улица, Заозёрная улица, Спартаковская улица, Московская улица, Пионерская улица, Трудовая улица, улица Топоркова, улица Лермонтова, Кирпичный проезд, Карабановский тупик, ул. Карабановский парк, 1-я Ликоушинская улица г. Александров г.п. Александров Александровский район | (T) (Я) (O) (W) 111,4 км 0,0 км | 237007 Участковая, 1 класса Стыковая междудорожная: передаточная на СЖД САИПС: 237050    |    |    |
| — пересадка на Ярославское направление (из/на Москву, из/на Ярославль), пригородные поезда из/на Иваново, и между электропоездами кольца в разные стороны | Александров                                  | Октябрьская улица, улица Перфильева, улица Ленина, улица Революции, Двориковское шоссе, Красносельская улица, Заозёрная улица, Спартаковская улица, Московская улица, Пионерская улица, Трудовая улица, улица Топоркова, улица Лермонтова, Кирпичный проезд, Карабановский тупик, ул. Карабановский парк, 1-я Ликоушинская улица г. Александров г.п. Александров Александровский район |                                 |                                                                                          |    |    |
| | Остановочный пункт 107 км пк 6 (пост 108 км) | с.п. Каринское Александровский район | 3,8 км                          | Служебный                                                                                |    |    |
| Внешнее изображение | Струнино                                     | улица Зорина, Советская улица, улица Борьбы, улица Суворова г. Струнино г.п. Струнино Александровский район | (T) (Я) (O) (W) 8,0 км          | 236907 Промежуточная, 4 класса                                                           |    |    |
| Внешнее изображение | Арсаки                                       | пос. имени Ленина, пос. Арсаки, дер. Арсаки c.п. Следневское Александровский район | (T) (Я) (O) (W) 16,3 км         | 236803 Промежуточная, 4 класса                                                           |    |    |
| |                                              | ↓ Московская область ↓ |                                 |                                                                                          |    |    |

## Москва — Ярославль
Основной (северный) ход Транссибирской магистрали.

### Ярославское направление МЖД
Линия Московской железной дороги, Московско-Курский регион.
- Арсаки
- Струнино
- Александров (неофиц. Александров I, стыковая междудорожная: передаточная на СЖД)

### Александровское направление СЖД
Линия Северной железной дороги, Ярославский регион.
- Платформа 117 км (о.п. без платформы, официально закрыт, но по факту остановка осуществляется)
- Платформа Мошнино
- Балакирево

## Москва — Нижний Новгород
Новый ход Транссибирской магистрали.

### Горьковское направление МЖД
Линия Московской железной дороги, Московско-Курский регион.
- Усад
- Платформа Глубоково
- Покров
- Платформа 113 км
- Платформа Омутище
- Платформа Леоново

### Северный ход ГЖД
Линия Горьковской железной дороги, Горьковский регион.
- Петушки (стыковая междудорожная: передаточная на МЖД)
- Костерёво
- Болдино
- Платформа Сушнево
- Ундол
- Платформа 170 км
- Колокша
- Юрьевец
- Владимир (стыкование родов тока, пересадка между пригородными (электро)поездами в три направления, поездами дальнего следования)
- Платформа Автоприбор
- Боголюбово
- Платформа Лемешки
- Платформа Выселки (209 км)
- Платформа Карякинская
- Второво
- Платформа Новая Жизнь
- Тереховицы
- Платформа Камешково
- Новки I
- Платформа 243 км
- Платформа Сергейцево
- Федулово
- Платформа 253 км
- Ковров I (пересадка между пригородными (электро)поездами в четыре направления, в т.ч. из/на Иваново через Новки II)
- Ковров II
- Платформа 262 км
- Платформа Гостюхино
- Платформа Осипово (270 км)
- Платформа 273 км
- Платформа Крестниково
- Сарыево
- Платформа 288 км
- Мстёра
- Сеньково
- Вязники (пересадка между электропоездами)
- Платформа 324 км
- Денисово
- Платформа Имени Войкова
- Чулково
- Платформа Молодники
- Гороховец (пересадка между электропоездами)
- Платформа Галицкая

## Москва — Казань
Южный ход Транссибирской магистрали / Южный ход ГЖД.
Линия Горьковской железной дороги, Муромский регион.
- Платформа Тасин (Тасино)
- Платформа Ильичёв
- Торфопродукт
- Платформа Мильцево
- Нечаевская (пешеходная пересадка на платформу 77 км линии Владимир — Тумская)
- Платформа Локомотивное депо (Депо) (нетарифная)
- Вековка (стыкование родов тока, пересадка между пригородными электропоездами, поездами дальнего следования)
- Заколпье
- Платформа Золотковский (станция ?)
- Платформа 232 км
- Алфёрово
- Добрятино
- Платформа Максимовский
- Бутылицы
  - Разъезд Верхоунжа (на ответвлении)
  - Платформа Злобино (на ответвлении)
  - Меленки (на ответвлении)
- Платформа Зимницы
- Платформа Левино
- Кондаково
- Платформа Папулино
- Платформа Амосово
- Платформа 275 км (Просинское)
- Платформа Стригино
- Платформа Кольдино
- Платформа 284 км
- Муром I (пересадка между пригородными (электро)поездами трёх направлений, поездами дальнего следования)
  - Муром II (на ответвлении)
- Платформа Городская

### бывшее Уршельское МППЖТ
Ведомственная линия Черусти — Уршель, ОАО «Красное Эхо». Тупиковое ответвление от станции Черусти главного хода (сама станция Московской железной дороги в Московской области).
- Уршель

## Бельково — Иваново
Линия Северной железной дороги.
- Бельково (Большое кольцо МЖД, передаточная на СЖД)
- Платформа 140 км
- Кипрево
- Платформа Желдыбино
- Платформа 156 км
- Платформа Коробовщинская
- Платформа 166 км
- Кольчугино
- Бавлены
- Юрьев-Польский
- Платформа Леднево
- Платформа Старково

## Владимир — Тумская
Мещёрская магистраль. Линия Горьковской железной дороги.
- Владимир (пересадка между пригородными (электро)поездами в три направления, поездами дальнего следования)
- Платформа 10 км
- Платформа 12 км
- Улыбышево
- Платформа 18 км
- Платформа Головино
- Платформа 30 км
- Платформа Неклюдово
- Платформа 42 км
- Платформа 46 км
- Комиссаровка
- Платформа 56 км
- Гусь-Хрустальный
- Платформа 77 км (пешеходная пересадка на станцию Нечаевская линии Москва — Казань)
- Окатово
- Курлово
- Платформа Дубровский
- Платформа 98 км
- Великодворье
- Платформа 112 км

## Муром — Ковров
Линия Горьковской железной дороги.
- Муром I (пересадка между пригородными (электро)поездами трёх направлений, поездами дальнего следования)
- Стройдеталь
- Платформа 10 км
- Платформа 15 км
- Платформа Бурцевская
- Платформа Сусановская
- Платформа Безлесная
- Платформа 32 км (Шульгино)
- Платформа 34 км (Новлянка)
- Платформа Высоково (бывший разъезд, ныне примыкание тупикового пути на перегоне)
- Селиваново
- Платформа 55 км (нетарифная)
- Волосатая
  - Нерудная (на ответвлении)
  - Болотское (на ответвлении, ППЖТ)
  - Дюкино (на ответвлении, ППЖТ)
- Платформа 67 км
- Восход
- Платформа 80 (81) км
- Эсино
- Платформа 89 км
- Платформа 92 км
- Ковров-Грузовой
- Платформа 102 км (нетарифная)
- Платформа 107 км (нетарифная)
- Ковров I (пересадка между пригородными (электро)поездами в четыре направления, в т.ч. из/на Иваново через Новки II)

### Ковровское ППЖТ
Ковровский карьер нерудных материалов. Ответвление от линии на станции Ковров-Грузовой.
- Заря (Ковров-Грузовой)
- 3 км
- Стрелка (посёлок Мелехово).

## Новки — Иваново

### ГЖД
- Новки I
- Новки II (стыковая междудорожная: передаточная на СЖД)

### СЖД
- Платформа 400 км
- Платформа Уводь
- Платформа 394 км
- Большаково

## Закрытые и законсервированные
- Платформа (о.п.) 99 км (Москва - Ярославль)[5]
- Платформа Красная Охота (Москва — Нижний Новгород)
- Меленки (Бутылицы — Меленки)
- Платформа 71 км (Владимир — Тумская)
- Юромка (Безлесная — Юромка — Костенец)
- Костенец (Безлесная — Юромка — Костенец)
- Платформа 17 км (Волосатая — Судогда)
- Тюрмеровская (Волосатая — Судогда)
- Лебедево (Волосатая — Судогда)
- Передел (Волосатая — Судогда)
- Судогда (Волосатая — Судогда)
- Платформа 12 км (бывшее Уршельское МППЖТ)
- Станция 13 км (Тасин Бор) (бывшее Уршельское МППЖТ)

## Комментарии
1. ↑  Указывается километраж от Москвы-Пасс.-Ярославской через Александров.
2. ↑  В южной горловине бывшей станции Санино. По документам РЖД формально как постоянный раздельный пункт отсутствует.
3. ↑  По требованию работников ШЧ-10[1][2].
4. ↑  Бельково САИПС — условный раздельный пункт границы дорог[3].
5. ↑  Одна пара поезда следует от Александрова, пересадка возможна на любом пункте от Александрова.
6. ↑  Начинается километраж кольца от Александрова, указывается далее.
7. ↑  Алекс.1 САИПС — условный раздельный пункт границы дорог[3].
8. ↑  Участок Александров — 81 км совмещён с Ярославским направлением, пересадка из/на Москву возможна на любом пункте.
9. ↑  По требованию работников ШЧ-10, в границах станции Александров.[1][2]